# Río de las Avenidas (Pachuca)
El Río de las Avenidas es una corriente de agua que corre por el estado de Hidalgo y el estado de México, en el centro de México. Nace en la Sierra de Pachuca, se extiende hacia el Valle de Pachuca-Tizayuca y desemboca en el Gran Canal del Desagüe, en las cercanías de la Laguna de Zumpango.
 En Pachuca de Soto la principal ciudad que atraviesa, su caudal es utilizado como colector de los drenes de aguas negras; este se ha entubado en distintas secciones y ocasiones, ocupando el espacio como una avenida vehicular y para áreas verdes.
La red hidrológica que lo integra a su inicio en la sierra de Pachuca es de tipo dendrítico y está formado por varios arroyos erosivos de corta longitud. La morfología de su cauce es reducida, ya que en su recorrido drena en gran parte sobre terrenos de escasa pendiente y materiales geológicos muy compactos de origen ígneo; su caudal en la época de estiaje proviene solamente de las descargas urbanas, establos, granjas avícolas e industrias establecidas a lo largo de su curso. También es de poca profundidad, lo cual puede ocasionar desbordamientos durante la época de lluvias a su paso por las ciudades de Pachuca y Tizayuca.

## Toponimia
Al río también se le conoce como río Pachuca; el nombre de río de las Avenidas proviene de las elevación del nivel del curso de agua que sufría el río durante la temporada de lluvias, ya que en hidrología a la crecida de aguas se le conoce como avenida.

## Geografía

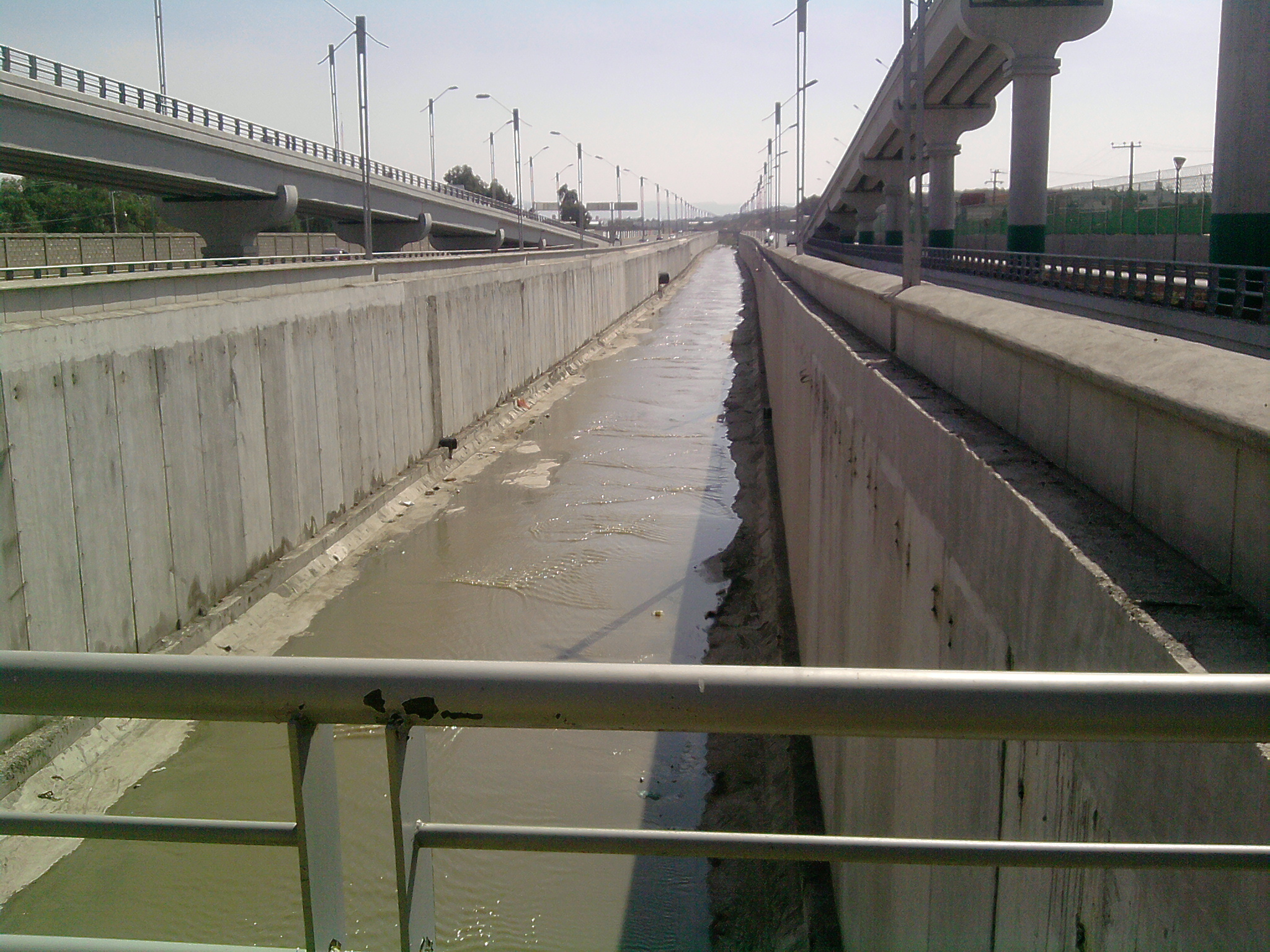
Sección del río sin entubar.

Su caudal en la época de lluvias es originado de los escurrimientos que se registran en la Sierra de Pachuca, alrededor de la presa Jaramillo, ubicada en los límites del municipio de Mineral del Chico y Pachuca de Soto. El río Sosa, es una corriente tributaria que drena la parte oriente de Pachuca, su caudal se origina de los escurrimientos pluviales que bajan desde el sur de Mineral del Monte; el agua fluye sobre pequeños arroyos y cárcavas labradas por la erosión, que integran un patrón de drenaje dendrítico.
En su trayectoria hacia el centro de la ciudad, una parte del cauce se encuentra revestido
de concreto y otra parte entubada.  Durante el periodo de estiaje solo recibe aguas residuales de los sistemas de drenaje urbano de Pachuca. El alcantarillado de Pachuca está sometido a la configuración topográfica, encauzándose principalmente por gravedad en forma superficial. El canal formado atraviesa la ciudad de Pachuca de Soto de norte a sur,
En su trayectoria después de atravesar la ciudad de Pachuca, el caudal es aprovechado una parte para la irrigación de tierras agrícolas en una superficie de 1199.44 ha; beneficiándose 12 ejidos en cuatro municipios (Pachuca de Soto, Mineral de la Reforma, Zempoala, Villa de Tezontepec). Pasa al municipio de Mineral de la Reforma, donde atraviesa distintos fraccionamientos, como el de Los Tuzos.
Para después recorrer el Valle de Pachuca-Tizayuca, pasando por el Jagüey de Téllez, en Zempoala; atravesando parte de los municipios de Villa de Tezontepec, (Hidalgo); Tolcayuca (Hidalgo); Temascalapa, (México); hasta Tizayuca, (Hidalgo). Posteriormente cambia a la dirección noreste-suroeste a la altura de la presa El Manantial, donde se une con el río Papalote.
El río Papalote es una corriente de régimen intermitente que nace de los escurrimientos pluviales que se registran en las laderas de los cerros Santa Ana y Xihuingo entre las inmediaciones de Santo Tomás y Tepeapulco; en su trayectoria atraviesa los poblados de Tlanalapa, San Agustín Zapotlán, Tezontepec e Ixtlahuaca de Cuauhtémoc; hasta su unión con el Río de las Avenidas cerca de la presa El Manantial al oriente de Tizayuca. La presa El Manantial fue construida de 1959 a 1960, con la finalidad de almacenar aguas de los ríos Papalote y de Las Avenidas; su cortina es de mampostería y tierra compactada con una longitud de 333.23 m, altura de 10 m, ancho de la corona 2.0 m y capacidad de 2 millones de metros cúbicos.
El río de las Avenidas continua su curso atravesando la ciudad de Tizayuca. Para terminar vertiendo sus excedentes en el Gran Canal de Desagüe en las cercanías de la Laguna de Zumpango en el municipio de Zumpango, estado de México. La cuenca hidrológica formada por el río de las Avenidas, tiene una superficie de aportación de 2646.9 km².

## Historia

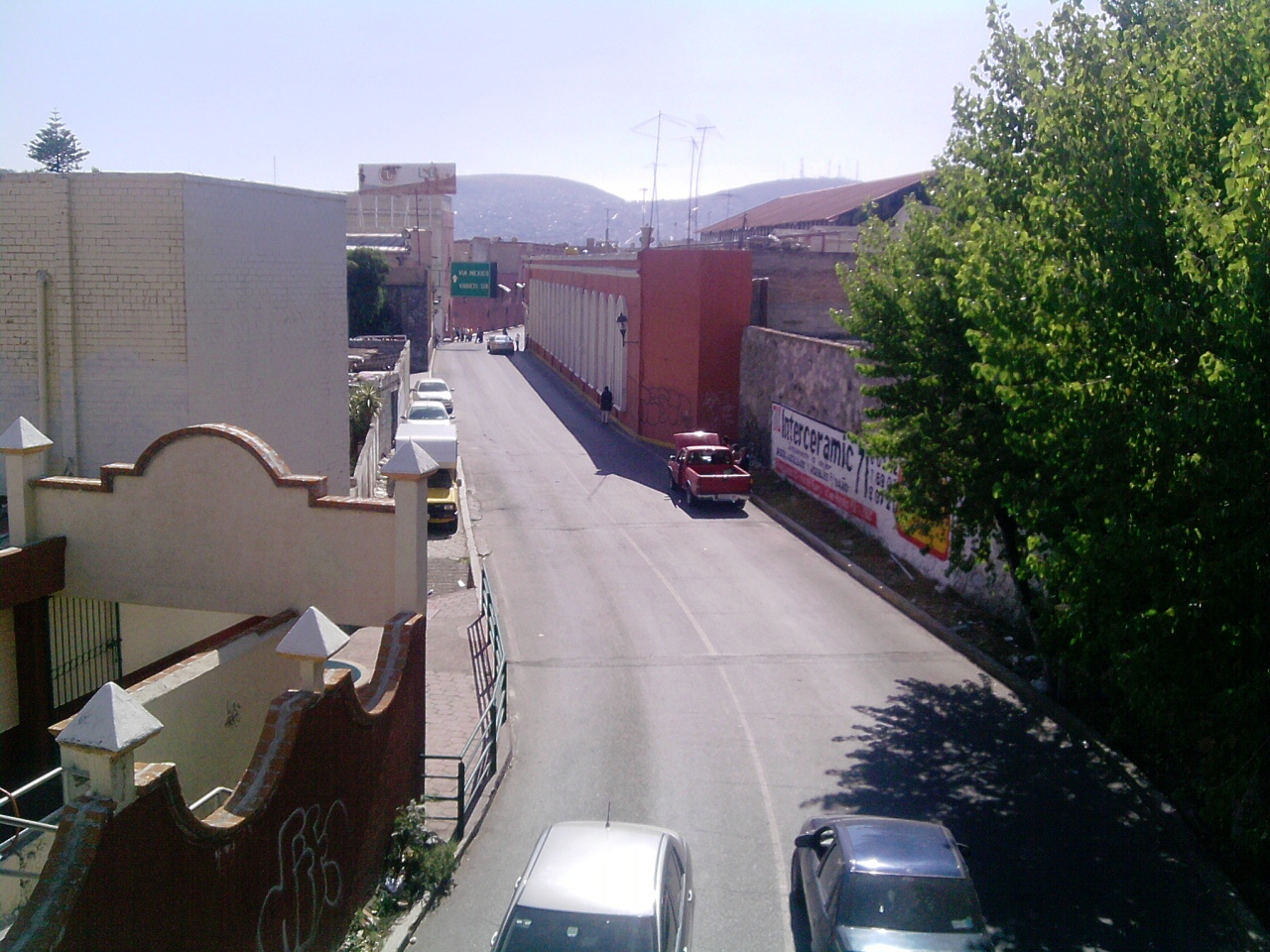
Viaducto Nuevo Hidalgo, sección entubada en los años 1980.

Hubo tiempos en que el cauce del río, era formado con las corrientes de la Sierra de Pachuca. Durante la Nueva España, a mediados del siglo XVI, la Plaza Independencia en Pachuca, era un espacio abierto, ocupado para el beneficio de patio, que aprovechaba las aguas del río.
En 1782 por gestiones del Alcalde Mayor de Pachuca, se consiguen los permisos y recursos para construir el primer puente sobre el río; construyéndolo enfrente de la Parroquia de la Asunción y denominándolo Puente de la Asunción. En 1878 fue destruido y reconstruido en 1879 y destruido el 5 de junio de 1888, para construir uno nuevo.
A mediados del siglo XIX se construyen en Pachuca el Puente de las Cajas, construido casi enfrente del Edificio de las Cajas Reales; el Puente de las Flores de Abril en la Calle Mina; el Puente Xicoténcatl en la Calle Xicoténcatl. En 1861 se termina el Puente de Purisíma Chica, y comunicaba a la Hacienda de Purísima. En 1887 se construye el Puente Leandro del Valle al edificarse el Teatro Bartolomé de Medina.
Entre las inundaciones que sufrió Pachuca, debido a las lluvias y que estas provocaban el desbordamiento del río se encuentran las del 5 de septiembre de 1785, el 27 de septiembre de 1884, el 18 de mayo de 1861, el 26 de septiembre de 1867, el 8 de septiembre de 1888, el 5 de mayo de 1905, el 9 de enero de 1921, el 18 de septiembre de 1925, y el 7 de octubre de 1930.
El 24 de junio de 1949 se registró una gran inundación, debido a las intensas lluvias y granizadas; el incidente ocurrió debido en gran parte por un descuido del cauce del río de las Avenidas que cruza de norte a sur. Las aguas rodaron desde la Sierra de Pachuca. La inundación duro alrededor de una hora, las calles estaban llenas de lodo, basura, desperdicios, muebles y también cadáveres. En el centro de la ciudad el agua se precipitó por las calles pasando por las Plazas Constitución e Independencia; llegando hasta el sur de la ciudad depositado sus despojos materiales sobre los llanos hasta lo que era Venta Prieta.

## Avenida vehicular

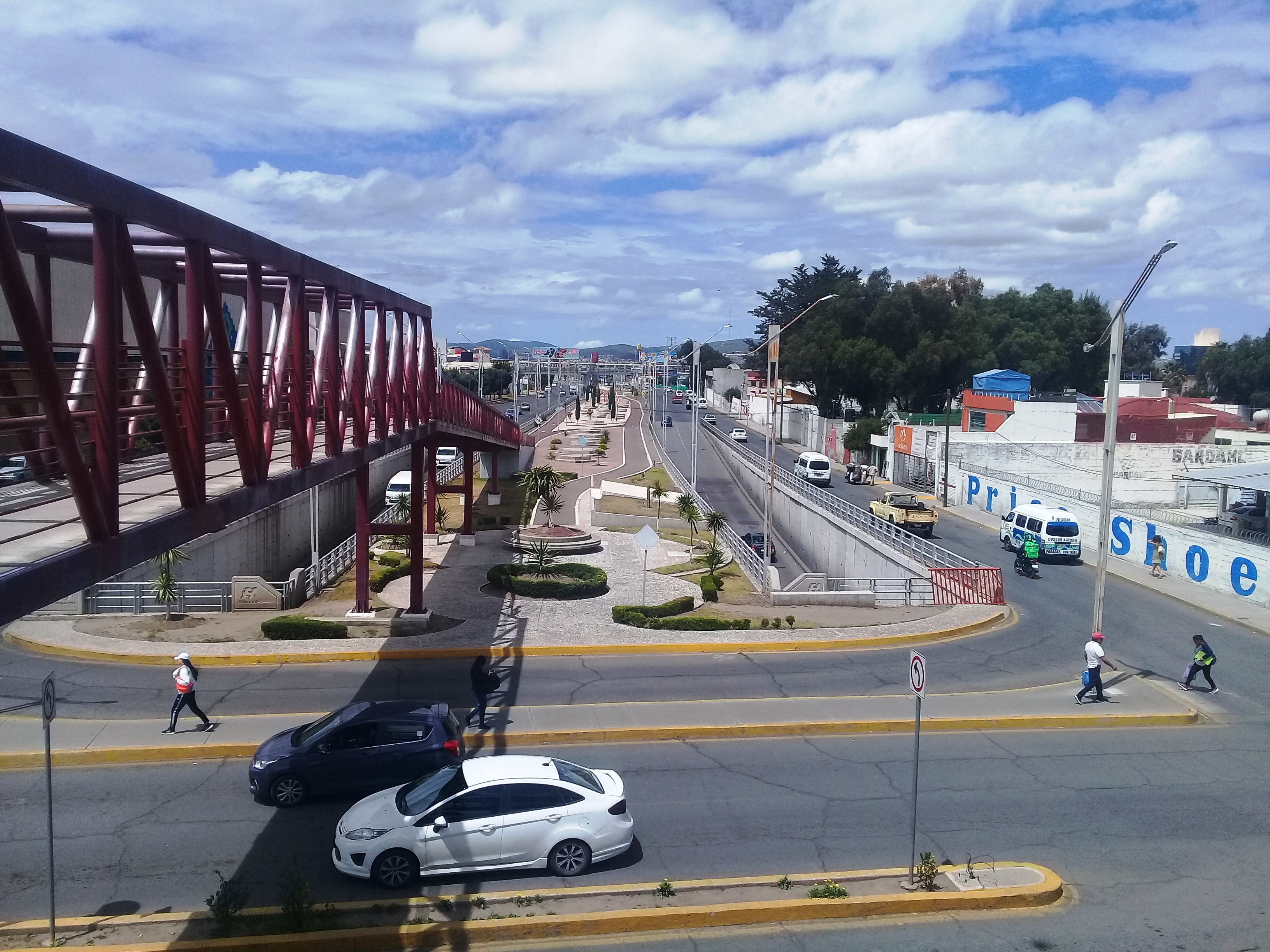
Avenida Río de las Avenidas cruce con Prol. Jaime Nunó.

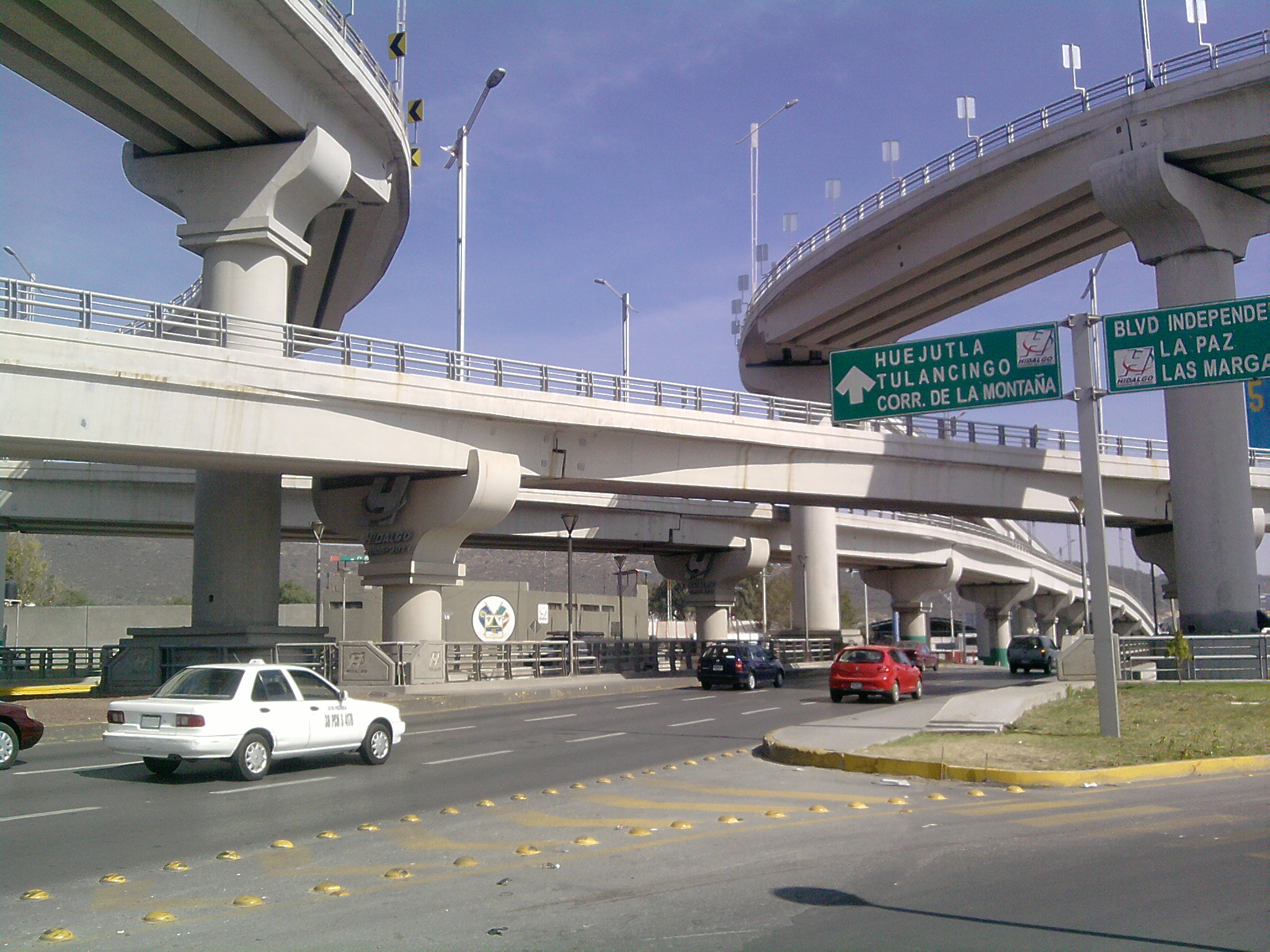
Multidistribuidor Vial Centenario de la Revolución Cruce del Blvd. Luis Donaldo Colosio, el Eje Viaducto Río de las Avenidas y Blvd. Valle de San Javier.

En el año de 1971 se cubre el caudal, entre las calles de Julián Villagrán y Ocampo; y se generó espacio para el comercio semifijo. En el año de 1984 el gobernador de Hidalgo, Guillermo Rossell de la Lama entuba el caudal desde la Hacienda de Loreto, al norte, hasta la Avenida Madero, al sur, con lo que logra establecer una fluida vialidad a fin de desfogar las céntricas calles de Pachuca.
Del año 2005 al año 2009, el tramo del caudal que atraviesa de la Av. Francisco I. Madero al Blvd. Everardo Márquez; fue entubada aprovechando, la parte superior para trazar una avenida de cuatro carriles en ambos sentidos, pasos a desnivel, y áreas verdes en el camellón. Y la sección del Blvd. Everardo Márquez a la Antigua Carretera La Paz; fue canalizada y encauzada. El 31 de marzo de 2010 se inauguró el Multidistribuidor Vial Centenario de la Revolución; este se encuentra en el cruce del Blvd. Luis Donaldo Colosio, el Viaducto Río de las Avenidas y Blvd. Valle de San Javier.
El 31 de octubre de 2010 se inauguró en el camellón de la avenida el Circuito Multifuncional del Río de las Avenidas que cuenta con una ciclovía que comprende un circuito de concreto asfáltico de 2 m de ancho y un trayecto de 2620 m ininterrumpidos que cruzan las dos calles con puentes peatonales de 36 m y 26 m de longitud; además, cuenta con 1080metros de parapeto metálico a los costados del camellón, así como cuatro áreas de descanso complementado con áreas verdes.
El 23 de mayo de 2016 se inauguró el Distribuidor vial Río de las Avenidas-Bulevar Javier Rojo Gómez; el puente que va de sur a norte mide 450 m, y el de norte a sur 370 m. Además cuenta con una cimentación profunda de 15 metros, una estructura de 17 columnas de concreto armado, 94 trabes y 17 cabezales. De 2016 a 2018 se realizó el encauzamiento del Río de las Avenidas, en el tramo que comprende hasta el fraccionamiento Los Tuzos.
En Tizayuca el Río las Avenidas ha sido canalizado desde su entrada a la ciudad, hasta la calle Pino Suárez; en que retoma su forma natural de meandros y recupera la vegetación en ambas riberas.